# السفيلي (القبيطة)

تعديل مصدري - تعديل

السفيلي هي إحدى قرى عزلة كرش بمديرية القبيطة التابعة لمحافظة لحج، بلغ تعداد سكانها 356 نسمة حسب تعداد اليمن لعام 2004.